# 钟建江
钟建江，华东理工大学教授、上海交通大学特聘教授。中华人民共和国教育部第二批“长江学者”特聘教授、2005年获教育部自然科学一等奖。

## 个人经历
- 1982.09-1987.01  就读于华东化工学院化学，先后获工程二系有机化工专业学士学位、攻读工业催化专业研究生；
- 1987.02-1987.09  进入大连外国语学院国家教委出国培训部学习；
- 1987.10-1988.03  在日本大阪大学生物技术国际交流中心研修；
- 1988.04-1993.03  就读于大阪大学工学研究科发酵工程专业 ，先后获得工学硕士、博士学位；
- 1993.04-2006.07  在华东理工大学任教，后晋升生物反应器工程国家重点实验室教授、主任；
- 2006.09至今，任上海交通大学微生物代谢国家重点实验室教授；[3][4]